# Sun Shangxiang
Sun Shang Xiang viveu na antiga China durante a era do Três Reinos. Era a única filha de Sun Jian, governante de Wu. Ela tinha quatro irmãos, sendo os mais famosos Sun Ce e Sun Quan, que foram imperadores de Wu. Ela foi treinada em artes marciais chinesas, porém nunca participou de alguma guerra.
Ela foi entregue a Liu Bei e se tornou sua terceira esposa, para garantir a aliança entre Sun Quan e Liu Bei. Quando Liu Bei atacou a província de Sichuan, Sun Quan mandou um navio para trazê-la de volta.

## Videogame
Sun Shang Xiang aparece no popular videogame Dynasty Warriors. No jogo, ela está armada com chakram.
Em "Dynasty Warriors 5", o "story mode" de Sun Shang Xiang começa na batalha de Chi Bi, quando ela casa com Liu Bei para fortalecer a aliança entre Wu e Shu. Durante o "Story Mode", um dos irmãos de Liu Bei, Guan Yu, morre nas mãos dos Wu. Ela, então, tem que decidir entre ser leal a sua família ou ao seu marido. Ela escolhe a família, e luta ao lado deles na batalha de Yin Ling. No final, seu marido morre em suas mãos. Durante o jogo, todos os membros da família Sun demonstram lealdade à família, e no caso de Sun Shang Xiang, também não é diferente.
Sun Shang Xiang também está no jogo Warriors Orochi. No jogo, ela é a melhor amiga da Inahime e as duas estão do lado dos Wu.